# Italgrani
Italgrani è stata un'azienda italiana attiva nel commercio di cereali, fondata nel 1960 e fallita nel 1999.

## Storia
Venne fondata da Franco Ambrosio nel 1960 a Napoli.
Nel 1980 il bilancio aziendale superava i 1000 miliardi di lire e l'azienda aveva 50 filiali in svariti Paesi dell'Asia e in America. 
Nel 1997, nonostante da un paio d'anni l'azienda fosse in perdita, era una delle maggiori importatrici di grano duro dagli Stati Uniti e dal Canada, detenendo una quota del 63% dell'import in Italia.
L'azienda fallì nell'ottobre 1999.
Dopo il fallimento sono seguente varie indagini sull'azienda e sul suo proprietario, per reati inerenti questioni economiche e di natura finanziaria.
Nel 2005 le restanti attività dell'azienda e del gruppo Ambrosio sono state rilevate per 150 milioni di euro da Benito Benedini attraverso Progetto Grano.